# Androsace pubescente
Androsace pubescens
Espèce
Classification phylogénétique
L'Androsace pubescente (Androsace pubescens) est une espèce de plantes à fleurs du genre Androsace et de la famille des Primulaceae.
Synonymie :
- Androsace bryoides subsp. pubescens (DC.) Arcang.
- Aretia pubescens (DC.) Loisel.
- Aretia pubescens subsp. pubescens

## Description
C'est une plante herbacée et un orophyte haut de 2 à 6 cm formant des coussinets lâches, assez plats, aux feuilles grisâtres, velues.
Les petites fleurs solitaires, blanches à gorge jaune sont portées par un court pédicelle (ce qui distingue l'espèce de l'Androsace de Suisse).
La floraison a lieu de juin à aout.

## Distribution
Alpes occidentales, Pyrénées occidentales.

## Habitat
Rochers, éboulis calcaires ou schisteux de 2 000 à 3 000 m d'altitude. 

## Statut de protection
En France, l'espèce est protégée sur l'ensemble du territoire métropolitain.